# Testa di Leda
La Testa di Leda è un disegno a gessetto rosso su carta preparata rossa (20×15,7 cm) attribuito a Leonardo da Vinci, databile al 1505 circa e conservato nel Castello Sforzesco di Milano.

## Storia
Il disegno, studio preparatorio per la perduta tavola di Leda col cigno, è stato a lungo considerato come opera del leonardesco Cesare da Sesto, autore di una copia della tavola conservata nella collezione Pembroke a Wilton House (Salisbury). Solo nel 1980 Carlo Pedretti ne sostenne la piena autografia leonardesca, seguito poi da Vezzosi nel 1983.

## Descrizione e stile
La Testa di Leda del Castello Sforzesco è uno dei migliori tra i numerosi studi per la Leda. Mostra una donna a mezzobusto, ritratta in una torsione col busto verso destra e la testa a sinistra, leggermente reclinata. La fisionomia dolce e dall'espressione languida e vagamente ambigua è tipica delle opere della fase matura dell'artista.
Molto studiata è la composizione dei capelli che incorniciano il volto, raccolti in trecce a distanze regolari.